# Liste Bonner Preußen
Diese Liste Bonner Preußen führt bekannte Mitglieder des Corps Borussia Bonn auf.

## Bonner Preußen
Im 19. Jahrhundert waren die meisten Preußen unabhängige Rittergutsbesitzer, was ihre „berufliche“ Zuordnung schwierig und selten eindeutig macht – und im Königreich Preußen für hohe Staatsämter vorausgesetzt wurde.

### Angehörige regierender Häuser

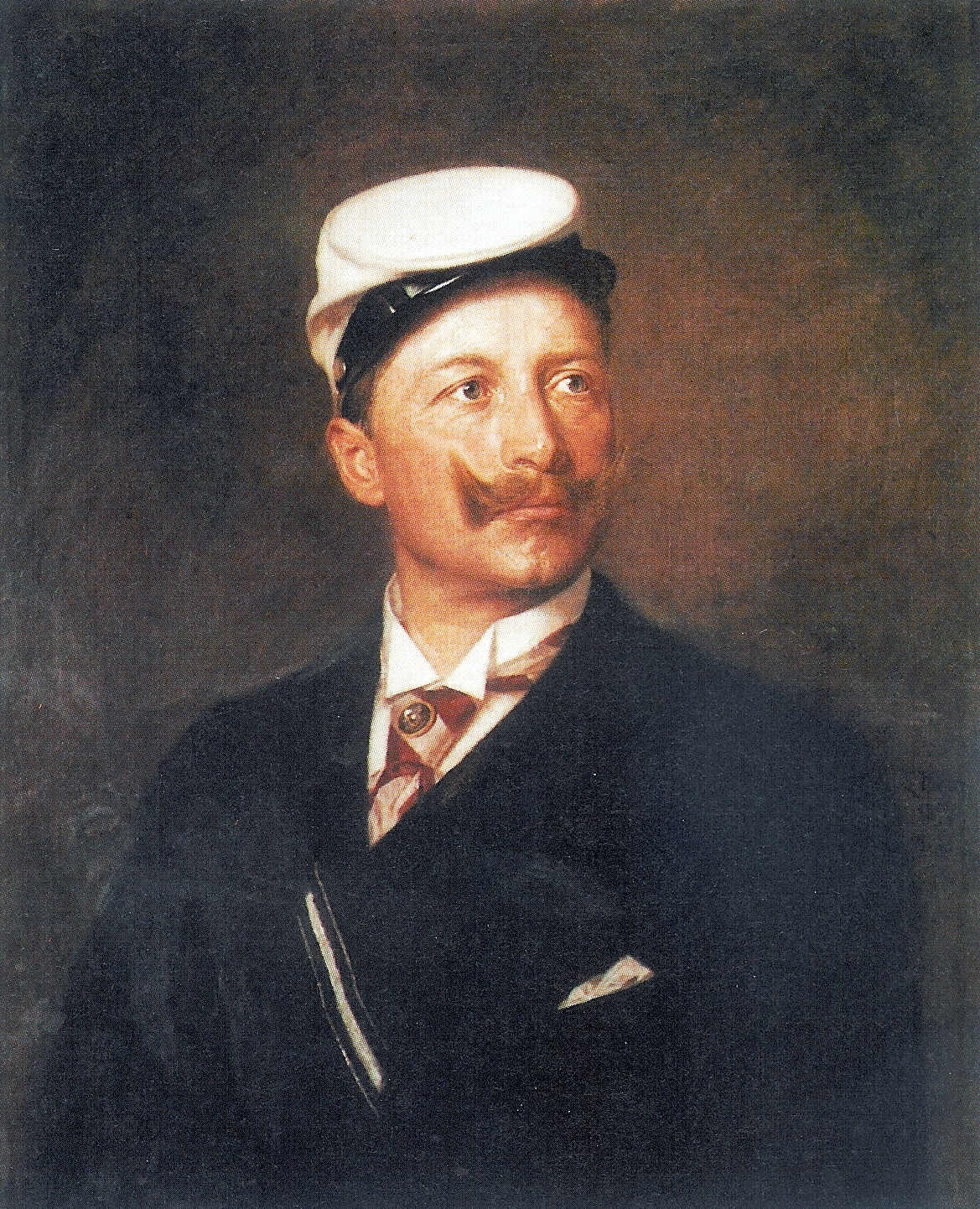
Kaiser Wilhelm II. im Couleur des Corps Borussia Bonn, Gemälde von Ludwig Noster

- Kaiser Wilhelm II. im Couleur des Corps Borussia Bonn, Gemälde von Ludwig NosterFriedrich II. (1856–1918), Herzog von Anhalt
- Friedrich II. (1857–1928), Großherzog von Baden
- Max Egon II. zu Fürstenberg (1863–1941), österreichischer bzw. deutscher hochadeliger Großgrundbesitzer und Politiker, enger Vertrauter Kaiser Wilhelms II.
- Friedrich Wilhelm von Hessen (1854–1888), Titular-Landgraf von Hessen-Kassel
- Ernst Fürst zu Hohenlohe-Langenburg (1863–1950)
- Leopold IV. zur Lippe (1871–1949), letzter regierender Fürst von Lippe
- Johann Albrecht Herzog zu Mecklenburg (1857–1920)
- Friedrich Franz III., Großherzog von Mecklenburg-Schwerin (1851–1897)
- Friedrich Franz IV. Großherzog von Mecklenburg-Schwerin (1882–1945)
- Georg Ludwig Herzog von Oldenburg (1855–1939)
- August Wilhelm Prinz von Preußen (1887–1949)
- Eitel Friedrich Prinz von Preußen (1883–1942)
- Friedrich Heinrich Prinz von Preußen (1874–1940)
- Friedrich Wilhelm Prinz von Preußen (1880–1925)
- Joachim Albrecht Prinz von Preußen (1876–1939)
- Louis Ferdinand von Preußen (1907–1994), bereits als Fuchs wieder ausgetreten.
- Oskar Prinz von Preußen (1888–1958)
- Wilhelm II. (1859–1941), Deutscher Kaiser und König von Preußen
- Wilhelm von Preußen (1882–1951), Kronprinz
- Wilhelm Prinz von Preußen (1906–1940)
- Victor II. Amadeus von Ratibor, Fürst Corvey, Prinz von Hohenlohe (1847–1923), Vorsitzender des Schlesischen beziehungsweise Oberschlesischen Provinziallandtags, Mitglied des Preußischen Herrenhauses, Ehrenbürger von Breslau
- Victor III. von Ratibor (1879–1945), 3. Fürst von Corvey, Land- und Forstwirt
- Heinrich XXVII. (Reuß jüngere Linie) (1858–1928), letzter regierender reußischer Fürst, General der Kavallerie
- Carl Eduard Herzog von Sachsen-Coburg und Gotha, Duke of Albany (1884–1954)
- Johann Leopold von Sachsen-Coburg und Gotha (1906–1972), Erbprinz des Hauses von Sachsen-Coburg und Gotha
- Wilhelm Ernst (Sachsen-Weimar-Eisenach) (1876–1923), Großherzog
- Alfred zu Salm-Reifferscheidt-Dyck (1811–1888), preußischer Kron-Oberst-Marschall, erbliches Mitglied des Preußischen Herrenhauses
- Adolf II. Fürst zu Schaumburg-Lippe (1883–1936)
- Otto Victor II. Fürst von Schönburg-Waldenburg (1882–1914)
- Georg Albert von Schwarzburg-Rudolstadt (1838–1890), Fürst von Schwarzburg-Rudolstadt
- Friedrich Fürst zu Wied (1872–1945), Protektor des Rheinischen Schützenbundes

### Minister
- Herbert von Bismarck (1849–1904), Staatsminister
- Karl Hermann Bitter (1813–1885), preußischer Finanzminister, Mitglied des Preußischen Abgeordnetenhauses
- Petru Carp (1837–1919), moldauischer Großbojar, rumänischer Ministerpräsident 1911–1912
- Johann von Dallwitz (1855–1919), Mitglied des Preußischen Abgeordnetenhauses, Ministerpräsident von Anhalt, Kaiserlicher Statthalter im Reichsland Elsaß-Lothringen, Innenminister des Königreichs Preußens
- Botho Graf zu Eulenburg (1831–1912), preußischen Innenminister und Präsident des Staatsministeriums
- Wilhelm Freiherr von Gayl (1879–1945), Reichsinnenminister 1932–1933
- Albert von Goßler (1807–1869), Premierminister in Dessau, Mitglied des Preußischen Abgeordnetenhauses
- Arved von Hahn (1872–1948), russischer Staatsrat, Mitglied des kurländischen Landesrats, Mitglied des Baltischen Regentschaftsrats
- Wilhelm von Hohenthal (1853–1909), sächsischer Innen- und Außenminister
- Anton von Krosigk (1820–1892), Vorsitzender des Herzoglich Anhaltischen Staatsministeriums
- Alfred von Larisch (1819–1897), Staatsminister in Sachsen-Altenburg und Anhalt, Mitglied des Bundesrats
- Frederic-Hans von Rosenberg (1874–1937), Reichsaußenminister 1922–1923
- Wulff von Scheel-Plessen (1809–1876), holsteinischer Rittergutsbesitzer, dänischer Botschafter und Außenminister
- Emanuel Ypsilanti (1877–1940), griechischer Präfekt, Gesandter und Minister des Inneren

### Parlamentarier
- Hans von Arnim (1841–1914), Gutsbesitzer, MdHH
- Karl von Arnim-Züsedom (1846–1913), Großgrundbesitzer, Hauptritterschaftsdirektor, preußischer Kammerherr, MdHdA
- Maximilian von Asseburg-Neindorf (1874–1945), Landrat, Rittergutsbesitzer, Mitglied des Provinziallandtags von Hannover
- Julius Wilhelm von Beerfelde (1805–1871), Kreisgerichtsdirektor, Mitglied des Konstituierenden Reichstags des Norddeutschen Bundes
- Friedrich von Behr (1821–1892), Gutsbesitzer, MdR
- Richard von Below (1833–1875), Gutsbesitzer, Landrat, MdHH
- Eduard Georg von Bethusy-Huc (1829–1893), Großgrundbesitzer, Landrat, Mitglied des Schlesischen Provinziallandtags, MdHdA, Mitglied des Reichstags des Norddeutschen Bundes, MdR
- Wilhelm von Bismarck-Briest (1803–1877), Rittergutsbesitzer, Mitglied im Erfurter Unionsparlament, MdHdA, Mitglied des Konstituierenden Reichstags und des Reichstags des Norddeutschen Bundes, MdR
- Rudolf von Bitter der Ältere (1811–1880), Unterstaatssekretär ins Ministerium des Inneren, Bevollmächtigter im Bundesrat, Präsident der preußischen Seehandlung, MdHH
- Diederich Busso Graf von Bocholtz-Asseburg (1812–1892), Fideikommissherr, MdHH
- Carl von Bodelschwingh-Plettenberg (1821–1907), westfälischer Gutsbesitzer, Landtagsmarschall und Vorsitzender des Westfälischen Provinziallandtags, MdHH
- Hans von Bodenhausen (1841–1921), MdR
- Albert Borsche (1809–1879), Geheimer Oberrechnungsrat, MdHdA
- Friedrich von Bourscheidt (1816–1885), Rittergutsbesitzer, Mitglied des Rheinischen Provinziallandtags
- Wilhelm von Brauchitsch (1820–1884), MdR
- Joachim von Bredow (1867–1941), Rittergutsbesitzer, MdHH
- Eugen von Brockhausen der Ältere (1811–1869), Rittergutsbesitzer, MdHdA
- Siegfried von Brünneck (1871–1927), Landrat, MdR
- Eugen von Burgsdorff (1841–1877), Rittergutsbesitzer, Mitglied des Brandenburgischen Provinzial- und Kommunallandtags
- Wilhelm von dem Bussche-Ippenburg (1830–1897), Rittergutsbesitzer, Schlosshauptmann, MdHH
- Wilhelm von Carlowitz (* 1944), Unternehmer, Mitglied des Sächsischen Landtags
- Carl von Carmer (1861–1922), Generallandschaftsdirektor der Provinz Schlesien, MdHdA, MdR
- August Courth (1826–1903), Jurist, MdHdA
- August von Dönhoff (1845–1920), MdR
- Rodrigo zu Dohna-Finckenstein (1815–1900), MdR
- Friedrich Ludwig zu Dohna-Lauck (1873–1924), Fideikommissherr, Kammerherr, MdHdA
- Richard Emil zu Dohna-Schlobitten (1872–1918), Majoratsherr, MdHH
- Georg von Eerde (1825–1890), Landrat, Mitglied des Provinziallandtags der Rheinprovinz, MdHdA
- Hermann von Erffa (1845–1912), Präsident des Preußischen Abgeordnetenhauses
- Fritz von Eulenburg (1874–1937), MdHH, Mitglied des Ostpreußischen Provinziallandtags
- Konrad Finck von Finckenstein (1860–1916), Majoratsbesitzer, Landrat, MdR
- Konrad Karl Finck von Finckenstein (1820–1900), Rittergutsbesitzer, Kammerherr, MdHH
- Kunz Finck von Finckenstein (1889–1932), Rittergutsbesitzer, MdHH
- Friedrich von Frankenberg und Ludwigsdorf (1835–1897), Großgrundbesitzer, MdR
- Adolf von Fürstenstein (1818–1895), Rittergutsbesitzer, Vizeoberschlosshauptmann, Obertruchsess, Kammerherr, Landeshauptmann und Landesältester der Oberlausitz, Landrat, MdHdA
- Carl Hermann Moritz von Gärtner (1808–1871), Forstmann, Gutsbesitzer, Mitglied des Schlesischen Provinziallandtags
- Arthur von Goltstein (1813–1882), Reichsgraf, erbliches Mitglied des Preußischen Herrenhauses und des Rheinischen Provinziallandtages
- Hermann von Graevenitz (1815–1890), MdR
- Heinrich von der Groeben (1857–1927), Rittergutsbesitzer, MdHH
- Unico von der Groeben (1861–1924), Fideikommissherr, Gesandter, MdHH
- Adolf Graf Grote-Breese (1864–1931), Rittergutsbesitzer, MdHH
- Hilmar vom Hagen (1835–1900), Fideikommissherr, Hofbeamter, MdHdA, MdHH
- Friedrich Bernhard von Hagke (1822–1874), Landrat, Gutsbesitzer, MdR
- Sittig von Hanstein (1837–1904), Landrat, Mitglied des Provinziallandtages der Provinz Sachsen, MdHdA, MdHH
- Alfred von Hatzfeldt (1825–1911), freier Standesherr, Großgrundbesitzer,  MdHdA
- Heinrich von Haugwitz (1844–1927), Rittergutsbesitzer, Landesältester, Deichhauptmann, Hofjägermeister, MdHH
- Kurt von Haugwitz (1816–1888), Deichhauptmann, Landrat, MdHH
- Otto Held (1818–1897), Rittergutsbesitzer, Abgeordneter zum Brandenburgischen Provinziallandtag und zur Brandenburgischen Provinzialsynode
- Julius von Helldorff (1827–1908), Rittergutsbesitzer, Landrat, MdR
- Heinrich von Hennig (1818–1869), Mitglied der Frankfurter Nationalversammlung
- Julius von Hennig (1822–1877), MdR
- Oskar von Heydebrand und der Lasa (1815–1888), Landrat, Landesältester, Abgeordneter zum Schlesischen Provinziallandtag und zum Preußischen Abgeordnetenhauses
- Ernst von Heyden (Politiker, 1817) (1817–1859), Gutsbesitzer, Mitglied des Mecklenburgischen ständischen Landtags und 1848  Abgeordneter im Vorparlament
- Woldemar von Heyden (1809–1871), Generallandschaftsrat, Rittergutsbesitzer und Mitglied des Vereinigten Landtags
- Albrecht von Heyden-Linden (1872–1946), Mitglied des Provinziallandtags von Pommern
- Karl Hoffmann-Scholtz (1830–1888), Landrat, MdHdA
- Karl Gottfried zu Hohenlohe-Ingelfingen (1879–1960), Rittergutsbesitzer, Standesherr, MdHH
- Moritz von Hohenthal (1840–1927), Rittergutsbesitzer, MdHH
- Edmund Honig (1814–1894), Rittergutsbesitzer, Mitglied des Brandenburgischen Provinziallandtags, MdHdA
- Robert Hue de Grais (1835–1922), MdHdA
- Hermann Immermann (1807–1868), Gerichtsdirektor, MdHdA
- Dodo Fürst zu Innhausen und Knyphausen (1876–1931), Großgrundbesitzer, MdHH
- Edzard zu Innhausen und Knyphausen (1827–1908), ostfriesischer Großgrundbesitzer, Präsident des Preußischen Herrenhauses
- Robert Jacobs (1832–1897), Landrat, MdHdA
- Hermann von Jagow (1848–1923), Landrat, MdR
- Ludwig Alexander von Jordan (1806–1889), Anhaltischer Zolldirektor, Provinzialsteuerdirektor der Provinz Sachsen, Vizepräsident des Preußischen Herrenhauses, Abgeordneter zum Staatenhaus des Erfurter Unionsparlaments, Mitglied des Preußischen Staatsrats
- Albrecht von Kameke (1831–1897), Gutsbesitzer, MdHdA, Generallandschaftsdirektor von Pommern, Mitglied des Provinziallandtags der Provinz Pommern
- Carl von Karstedt (1811–1888), MdR
- Julius Karolyi de Nagy Karoly (1837–1890), Rittergutsbesitzer, Mitglied des Ungarischen Magnatenhauses und des Ungarischen Abgeordnetenhauses
- Victor Karolyi de Nagy Karoly (1839–1888), Rittergutsbesitzer, Mitglied des Ungarischen Magnatenhauses
- Adolf Kayser (1828–1912), MdR, Dirigent der Ministerial-, Militär- und Baukommission Berlin, Präsident des Bezirksausschusses Berlin
- Victor von Keltsch (1813–1884), Rittergutsbesitzer, MdHdA
- Guido von Kessel (1832–1903), Rittergutsbesitzer, MdR
- Heinrich von Keyserlingk (1861–1941), Rittergutsbesitzer, Landrat, Generallandschaftsdirektor und Mitglied des Provinziallandtags von Westpreußen, MdHH
- Georg von Knebel Doeberitz (1810–1880), Landrat, MdHdA, MdHH
- Arthur von Knobloch (1825–1901), Landrat, Rittergutsbesitzer, MdHdA
- Vollrath von Krosigk (1819–1889), Rittergutsbesitzer, Vorsitzender des Provinziallandtags der Provinz Sachsen, MdHdA, MdHH
- Heinrich Kunth (1811–1850), Bürgermeister von Wittstock, Mitglied der Preußischen Nationalversammlung
- Ignatz von Landsberg-Velen und Steinfurt (1830–1915), westfälischer Rittergutsbesitzer, Landrat, Vorsitzender des Westfälischen Provinziallandtags, MdHH, MdR
- Friedrich von Langen (1860–1935), Rittergutsbesitzer, MdR
- Karl von Lehndorff (1826–1883), MdHH, MdR
- Friedrich Lehr (1815–1890), Rittergutsbesitzer, Landwirt, MdR
- Friedrich zu Limburg-Stirum (1835–1912), Diplomat, Staatssekretär im Auswärtigen Amt, MdR
- Felix von Loë (1825–1896), Gründer des Rheinischen Bauernvereins, MdHdA, MdR
- Maximilian August von Loë (1817–1879), Gutsbesitzer, Mitglied des Konstituierenden Reichstags des Norddeutschen Bundes
- Otto von Loë (1835–1892), MdR
- Eugen von Lotzbeck (1845–1922), Großgrundbesitzer, Kämmerer, bayerischer Reichsrat
- Viktor von Luck (1842–1928), Gutsbesitzer, MdHdA
- Robert von Ludwig (1821–1884), MdR
- August von Maltzan (1823–1878), MdR
- Albrecht Mann (1812–1868), Kreisrichter, Abgeordneter zum Preußischen Landtag
- Carl Baron Manteuffel-Szoege (1872–1948), Kreismarschall, Mitglied des Kurländischen Landtags, Autor
- Karl Georg von Manteuffel (1846–1895), Rittergutsbesitzer, Kreismarschall, Mitglied des Kurländischen Landtags
- Richard Graf Matuschka-Greiffenclau (1893–1975), Präsident und Ehrenpräsident des Deutschen Weinbauverbandes, Mitglied des Hessischen Landtags
- Bernhard von Mellenthin (1811–1875), Rittergutsbesitzer, MdHH
- Wilhelm von Meyer (1816–1892), MdR
- Carl von Michael (1835–1893), Rittergutsbesitzer, Mitglied des Mecklenburgischen Landtags
- Julius von Mirbach-Sorquitten (1839–1921), MdR
- Alexander zu Münster (1858–1922), Majoratsherr, MdHH
- Maximilian von Nesselrode-Ehreshoven (1817–1898), Mitglied des Konstituierenden Reichstag des Norddeutschen Bundes, MdHH
- Ulrich von Oertzen (1840–1923), Landrat, MdR
- Alexander von Oheimb (1820–1903), MdR
- Kurt von Ohlen und Adlerskron (1846–1900), Rittergutsbesitzer, MdR
- Cäsar Olearius (1821–1901), Landrat, MdHdA
- Hans von Oppersdorff (1832–1877), Großgrundbesitzer, MdHdA, MdR
- Oskar von der Osten-Warnitz (1862–1942), Landrat, MdHdA
- Alexis Peltz (1831–1894), Rittergutsbesitzer, Abgeordneter zur I. Kammer des Sächsischen Landtags
- Adolf von Pilgrim (1821–1909), MdR
- Adolf von Plessen (1835–1909), MdR
- Friedrich Georg Pieschel (1819–1886), Rittergutsbesitzer, Mitglied der Zweiten Kammer des Preußischen Landtags und des Preußischen Abgeordnetenhauses
- Georg Plehn (1822–1891), Rittergutsbesitzer, Mitglied des Provinziallandtags von Westpreußen
- Georg von Posern (1844–1924), Rittergutsbesitzer, Klostervogt, Schlosshauptmann, Kammerherr, Mitglied der I. Kammer des Sächsischen Landtags
- Edmond de Pourtalès (1828–1895), Bankier, französischer Major, Mitglied des Conseil général du Départment Bas-Rhin
- Wernher von Quistorp (1856–1908), Rittergutsbesitzer, MdHdA, MdHH
- Rudolf Johann Friedrich Quoos (1820–1904), MdR
- Friedrich von Rauch (1823–1890), deutscher Papierfabrikant, Mitglied der Abgeordnetenkammer der Württembergischen Landstände
- Wilhelm von Rauchhaupt (1828–1894), Rittergutsbesitzer, Landrat, MdHdA, Mitglied des konstituierenden Reichstags des Norddeutschen Bundes
- Otto von Rechberg (1833–1918), Präsident der württembergischen Kammer der Standesherren
- Heinrich von Reichenbach-Goschütz (1865–1946), MdHH, Mitglied des Provinziallandtags von Schlesien, Landesältester der Breslau-Brieger Fürstentumslandschaft
- Karl von Reichmeister (1810–1860), Landrat, Mitglied der Preußischen Nationalversammlung, MdHdA
- Ferdinand von Reitzenstein (1838–1905), Rittergutsbesitzer, MdR
- Johannes Maria von Renard (1829–1874), Montanindustrieller, Großgrundbesitzer, MdR
- Kurt von Reventlou (1834–1914), Landrat, MdHdA, Landtagsmarschall und Erster Vorsitzender des Provinziallandtags von Schleswig-Holstein, Mitglied des Preußischen Herrenhauses
- August von Risselmann (1828–1886), Rittergutsbesitzer, Mitglied des Provinziallandtags von Brandenburg
- Alexander von Roenne (1811–1881), kurländischer Gutsbesitzer, Stadthauptmann von Tuckum, Adelsmarschall, Deputierter zum kurländischen Landtag
- Alfred von Rosenberg-Lipinsky (1824–1901), Landgerichtsrat, MdHdA
- Oskar von Rosenberg-Lipinsky (1823–1883), Landrat, MdHdA
- Ernst Theodor von Rothkirch-Trach (1820–1892), Landrat, MdHdA
- Georg von Rottenhan (1831–1914), Mitglied des Landtags und der Landessynode des Großherzogtums Sachsen
- Ernst Heinrich Rummel (1805–1872), Stadtrat und Beigeordneter der Stadt Halle an der Saale, MdHH
- Werner von Saldern (1852–1930), Landrat, MdR
- Hugo von Saldern-Ahlimb-Ringenwalde (1829–1893), Majoratsbesitzer, MdR
- Max von Saurma (1836–1909), schlesischer Gutsbesitzer, Landrat, Mitglied des Schlesischen Provinziallandtag, Landschaftsdirektor, MdHdA, MdHH
- Ludwig zu Sayn-Wittgenstein-Hohenstein (1831–1912), Standesherr, MdHH
- Hans Ulrich von Schaffgotsch (1831–1915), Montanindustrieller, MdR
- Albert Theodor Schier (1809–1858), Kreisgerichtsrat, MdHdA
- Friedrich von Schierstaedt (1825–1905), Rittergutsbesitzer, Stiftungskurator, MdHdA
- Joachim von Schierstaedt (1858–1907), Rittergutsbesitzer, MdHdA
- Ernst von Schönfeldt (1805–1858), Landrat im Kreis Cottbus, Mitglied der 2. Kammer des Preußischen Landtags, stellvertretender Vorsitzender des Provinziallandtags
- Edo Friedrich von der Schulenburg (1816–1904), Gutsbesitzer, Landrat, Mitglied des Provinziallandtags der Provinz Sachsen und der Generalsynode, MdHH
- Victor von Schwerin (1814–1903), MdHH
- Manfred von Seherr-Thoß (1827–1911), Rittergutsbesitzer, Landesältester, MdHH
- Karl Hermann von Somnitz (1813–1878), Rittergutsbesitzer, Erbkämmerer, Mitglied des Preußischen Landtags
- Leopold von Spee (1818–1882), katholischer Geistlicher, MdR
- Raban Spiegel von und zu Peckelsheim (1841–1906), Rittergutsbesitzer, Landrat, Mitglied des Westfälischen Provinziallandtags
- Johann Ernst Stampe (1808–nach 1852), Rittergutsbesitzer, Mitglied des Preußischen Abgeordnetenhauses
- Ernst von Steinberg (1848–1911), Rittergutsbesitzer, Mitglied des Preußischen Herrenhauses
- Alexander von Stiegler (1857–1916), MdHH
- Alfred zu Stolberg-Stolberg (1835–1880), Rittergutsbesitzer, MdR
- Konrad von Sydow (1853–1929), Landrat, MdHH
- Sigismund von Treskow (1864–1945), Landrat, MdHdA
- Franz Ulrich von Trotha (1806–1860), Gutsbesitzer, anhaltischer Kammerherr, MdHdA
- Oswald von Uechtritz-Steinkirch (1824–1902), MdR
- Hermann Friedrich Valentin (1812–1885), Jurist, MdR
- Otto Rudolf Vitzthum von Eckstädt (1831–1906), Landrat, Kammerherr, Zeremonienmeister, MdHdA
- Karl von Waldow und Reitzenstein (1818–1888), Rittergutsbesitzer, MdR
- Adolf von Wangenheim-Wake (1854–1936), MdR
- Erhard von Wedel (1861–1931), Landrat, Rittergutsbesitzer, Mitglied des Provinziallandtags von Hannover, MdHH
- Friedrich von Wedell-Malchow (1823–1890), MdR
- Bernhard von Welczeck (1844–1917), Diplomat, Mitglied des Schlesischen Provinziallandtags, MdHH
- Karl Wilhelm Remus von Woyrsch (1814–1899), Gutsbesitzer, MdHH
- Lothar von Wulffen (1873–1945), Rittergutsbesitzer, MdHdA
- Heinrich Yorck von Wartenburg (1861–1923), Landrat, MdHH
- Friedrich zu Ysenburg und Büdingen-Meerholz (1847–1889), Schriftführer der Ersten Kammer der Landstände des Großherzogtums Hessen
- Friedrich-Karl von Zitzewitz (1888–1975), Landwirt, MdR, nach dem 20. Juli 1944 verhaftet und angeklagt

### Juristen
- Friedrich Joachim von Alvensleben (1833–1912), Landrat
- Wilhelm von Arnim (1814–1890), Landrat
- Ernst von Beauvais (1923–2001), Ministerialdirektor im Bundeswirtschaftsministerium
- Fedor Beelitz (1813–1847), Landrat
- Friedrich von Berg (1866–1939), Landrat, Landeshauptmann der Provinz Ostpreußen, Oberpräsident in Ostpreußen, Chef des Zivil-Kabinetts 1918
- Otto von Bernuth (1816–1887), Polizeipräsident in Berlin, Regierungspräsident in Köln, Mitglied des Preußischen Abgeordnetenhauses
- Wilhelm von Bismarck (1852–1901), Oberpräsident von Ostpreußen
- Ernst Bitter (1809–1843), Landrat
- Bodo Freiherr von Bodenhausen (1860–1911), Landrat, Rittergutsbesitzer
- Kraft Freiherr von Bodenhausen (1871–1952), Landrat
- Eugen Borsche (1806–1846), komm. Landrat
- Harald von Bose (* 1955), Landesdatenschutzbeauftragter von Sachsen-Anhalt
- Adolf von Braunbehrens (1819–1870), Regierungspräsident von Dessau
- Wilhelm Braune (1813–1862), Gutsbesitzer, Oberamtmann
- Lothar von den Brincken (1836–1908), Landrat, Rittergutsbesitzer
- Egmont von Brünneck (1842–1916), Landrat, Kammerherr
- Roland von Brünneck-Bellschwitz (1840–1918), Majoratsbesitzer in Westpreußen, Landrat
- Detlev von Bülow (1854–1926), Oberpräsident von Schleswig-Holstein
- Friedrich zu Castell-Castell (1874–1919), sächsischer Amtshauptmann
- Hartwig Cleve (1811–1883), Polizeidirektor von Braunschweig, Kreisdirektor des Landkreises Wolfenbüttel
- Günther von Dallwitz (1838–1910), Landrat
- Hermann von Dechend (1814–1890), erster Präsident der Reichsbank
- Stanislaus von Dönhoff (1862–1929), Herr der Herrschaft Skandau, Landrat, Kammerherr
- Karl von Dörnberg (1854–1891), Landrat, Diplomat
- Carl zu Dohna-Schlobitten (1857–1942), Rittergutsbesitzer, Landrat
- Franz von Eichmann (1864–1933), Landrat, Rittergutsbesitzer
- Fritz von Eichmann (1866–1918), Landrat, Regierungspräsident des Regierungsbezirks Aurich
- Horst-Hildebrandt von Einsiedel (1904–1945), Landrat
- Karl von Engel (1826–1896), Kammerherr, Hausmarschall, Direktor des mecklenburg-strelitzschen Kammer- und Forstkollegiums
- Reinhold Finck von Finckenstein (1858–1922), Landrat
- Wilhelm Flottmann (1812–1891), Landrat, Rittergutsbesitzer
- Feodor von Francken-Sierstorpff (1816–1890), Rittergutsbesitzer, Landschaftsdirektor
- Silvius von Goldfus (1840–1922), Rittergutsbesitzer, Landrat, MdR
- Heinrich von Gottberg (1864–1931), Landrat
- William Barstow von Guenther (1815–1892), Oberpräsident von Posen
- Karl August von Guionneau (1822–1888), Landdrost der Landdrostei Aurich
- Ernst von Gustedt (1845–1924), Generallandschaftsdirektor der preußischen Provinz Sachsen, Mitglied des Preußischen Abgeordnetenhauses
- Baum Hambrook (1818–1897), Reichsgerichtsrat
- Adolf Freiherr von Heintze (1864–1956), Landrat, Präsident des Raiffeisen-Verbandes in Schleswig-Holstein
- Heinrich von Helldorff (1833–1876), Landrat
- Wilhelm von Heyden-Linden (1842–1877), Landesdirektor des Provinzialverbandes Pommern
- Philipp von Hilgers (1816–1891), Landrat
- Hugo Prinz zu Hohenlohe-Oehringen (1864–1928), Landrat, Finanzinvestor
- Otto von Holtzendorff (1817–1887), Präsident des Appellationsgerichts Gotha, Direktor der Deutschen Grundkreditbank
- Karl von Houwald (1816–1883), Landrat, Landsyndikus
- Dodo zu Innhausen und Knyphausen (1877–1967), Rittergutsbesitzer, Landrat
- Heinrich Philipp Jaeger (1816–1888), Landrat
- Friedrich von Jagwitz (1819–1881), Rittergutsbesitzer, Landrat
- Hans von Kemnitz (1853–1922), Landrat
- Hermann von Keyserlingk (1812–1880), Gutsbesitzer, residierender Kreismarschall der kurländischen Ritter- und Landschaft
- Konstantin von Kleist (1812–1886), kurländischer Landmarschall, Oberburggraf, Kanzler, Landhofmeister und stellvertretender Präsident des kurländischen Oberhofgerichts in Mitau
- Thure von Klinckowström (1887–1973), Oberpräsident der Provinz Grenzmark Posen-Westpreußen, Polizeipräsident von Elbing
- Günther Knecht (1909–1995), Polizeidirektor in Neuss
- Sieghardt von Köckritz (1928–1996), Ministerialdirektor im Bundesministerium des Innern
- Julius Kummer (1804–1875), Landrat
- Hugo von Landsberg-Steinfurt (1832–1901), Landesdirektor der Rheinprovinz
- Hermann Lehnert (1808–1871), Unterstaatssekretär im Preußischen Kultusministerium, Mitglied im Preußischen Staatsrat
- Hans Friedrich Le Tanneux von Saint Paul (1897–1961), Landrat
- Friedrich Wilhelm zu Limburg-Stirum (1871–1951), Landrat, Rittergutsbesitzer
- Richard zu Limburg-Stirum (1874–1931), Landrat, Rittergutsbesitzer
- Anton von Lorch (1807–1859), Landrat, Gutsbesitzer
- Axel von Maltzahn (1808–1841), Landrat
- Nikolaus von Manteuffel (1870–1933), Rittergutsbesitzer, kurländischer Kreismarschall
- Guido von Matuschka-Greiffenclau (1847–1924), Gutsbesitzer, Landrat, Polizeipräsident, Kammerherr
- Diederich von Mecklenburg (1833–1893), mecklenburgischer Rittergutsbesitzer, Kammerherr und Landrat
- Ernst von Motz (1805–1858), Landrat, Polizeipräsident von Posen
- Alfred von Nesselrode (1824–1867), Rittergutsbesitzer, Landrat
- Wilhelm von Oertzen (1828–1895), Landrat
- Gustav von Pfuel (1829–1897), Fideikommissherr, Kreishauptmann und Polizeidirektor, Präfekt, Zivilkommissar, Hauptritterschaftsdirektor, Mitglied des Preußischen Herrenhauses
- Wolfgang von Plotho (1849–1926), Rittergutsbesitzer, Landrat, Schriftsteller
- August von Pückler (1864–1937), Regierungspräsident des Regierungsbezirkes Erfurt
- Karl Prinz von Ratibor und Corvey (1860–1931), Oberpräsident der preußischen Provinz Westfalen
- Gustav von Roeder (1805–1878), preußischer Verwaltungsjurist, Präsident des Konsistoriums in Breslau
- Willy von Rother (1870–1927), Rittergutsbesitzer, Landesältester, Landrat, Generallandschaftsrepräsentant
- Achaz von Saldern (1881–1962), Landrat, Rittergutsbesitzer
- Gotthilf von Salisch (1876–1962), Rittergutsbesitzer, Landrat
- Rudolf von Schaesberg (1816–1881), Rittergutsbesitzer, Landrat
- Hermann von Scheve (1819–1884), Landgerichtspräsident, Mecklenburg-Schweriner Ministerialrat
- Adolf von Schmeling (1807–1886), Königsberger Regierungspräsident
- Günther von Seherr-Thoß (1859–1926), Regierungspräsident in Liegnitz
- Hilmar Schmidt von Schmidtseck (1863–1912), Landrat
- George von Schröder (1867–1940), Landrat, Landwirt
- Otto von Schuckmann (1859–1926), Landrat, Rittergutsbesitzer
- Günther von Seherr-Thoß (1859–1926), Regierungspräsident in Liegnitz
- Armin Sellheim (1929–2002), Jurist im Pressewesen, Leiter der Akademie für Publizistik Hamburg, erster Direktor der Akademie der Bayerischen Presse
- Wilderich von Spee (1830–1890), Landrat
- Johann Gustav Stahn (1806–1878), preußischer Jurist, Oberkonsistorialrat
- Rudolf Steinkopff (1813–1888), anhaltischer Konsistorialpräsident
- Job Ferdinand von Strantz (1937–2012), Generalbevollmächtigter der Generalverwaltung des vormals Regierenden Preußischen Königshauses
- Hermann von Suckow (1820–1895), Verwaltungsjurist, großherzoglicher mecklenburg-schwerinscher Kammerherr und Intendant des Seebads Heiligendamm
- Günther von Sydow (1855–1924), Landrat, Konsistorialpräsident
- Stephan von Sydow (1857–1919), Landrat
- Franz Hubert von Tiele-Winckler (1857–1922), Großgrundbesitzer, Montanindustrieller, Landrat
- Adolf Tortilowicz von Batocki-Friebe (1868–1944), Staatssekretär
- Hugo Tortilowicz von Batocki-Friebe (1878–1920), Landrat
- Georg von Tschammer und Quaritz (1869–1952), Staatssekretär
- Wedego von Wedel (1899–1945), Majoratsherr, Generallandschaftsdirektor
- Kurt von Willich (1860–1903), Gutsbesitzer, Landrat
- Gustav Gotthilf Winkel (1857–1937), Geh. Regierungsrat, Heraldiker
- Herbert von Wolff (1886–1967), Landrat, Richter am Preußischen Oberverwaltungsgericht, Ministerialrat im Reichs- und Bundesministerium des Innern
- Günther von Woyrsch (1858–1923), Rittergutsbesitzer, Kammerherr, Landesältester, Landschaftsdirektor
- Jochen-Hilmar von Wuthenau (1887–1965), Landrat
- August Zacke (1811–1883), Appellationsgerichtsrat

### Diplomaten

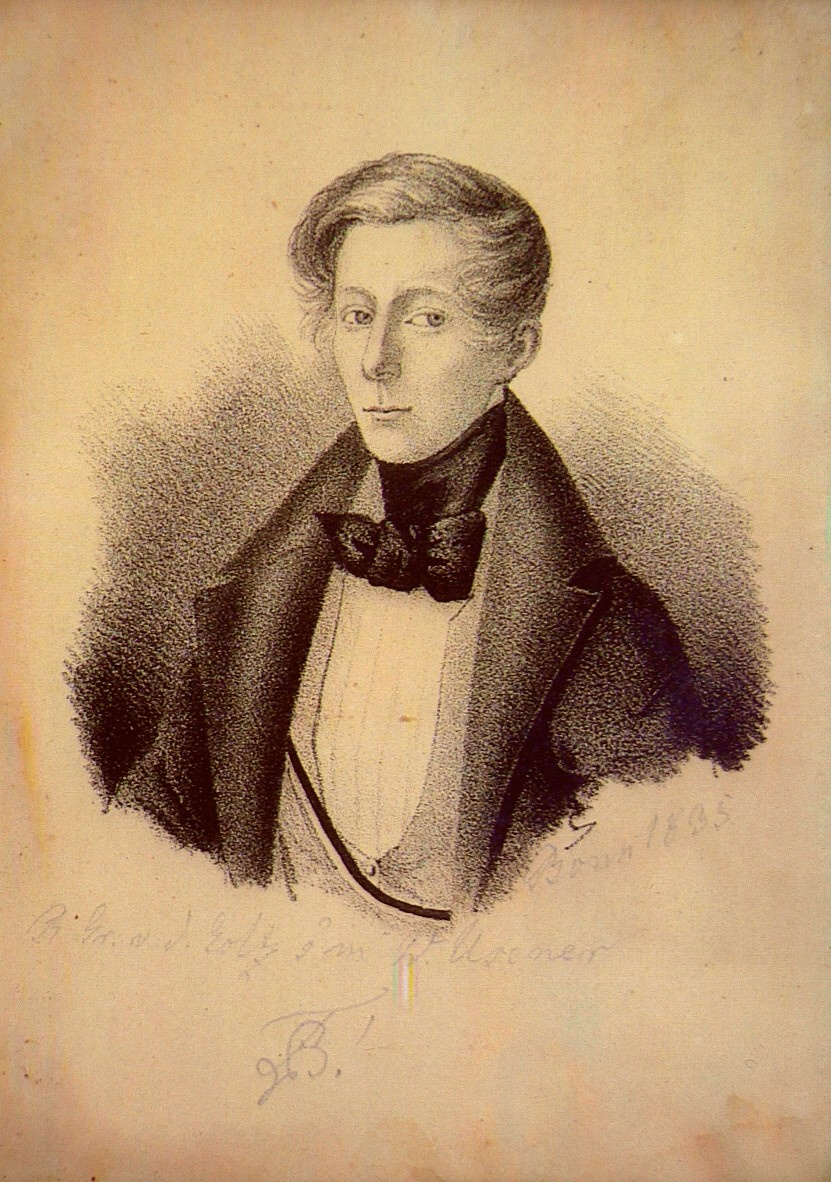
Robert von der Goltz

- Robert von der GoltzFriedrich Johann von Alvensleben (1836–1913), Botschafter in St. Petersburg
- Rudolf von Bassewitz (1881–1951), Chef des Protokolls im Auswärtigen Amt
- Gustaf Braun von Stumm (1890–1963), deutscher Diplomat, stellvertretender Abteilungsleiter in der Pressestelle des Auswärtigen Amtes im Zweiten Weltkrieg
- Hippolyt von Bray-Steinburg (1842–1913), Ministerresident des Deutschen Reichs in Belgrad, Lissabon, Stockholm und Bukarest
- Georg von Broich-Oppert (1897–1979), Leiter der Ständigen Vertretung der Bundesrepublik Deutschland bei den Vereinten Nationen
- Bernhard Friedrich Ferdinand Carl von Bülow (1820–1864), mecklenburgischer Gesandter beim Bundestag des Deutschen Bundes
- Hans Adolf von Bülow (1857–1915), preußischer Gesandter
- Alexander von Dörnberg (1901–1983), deutscher Jurist, Diplomat und SS-Ehrenführer, Leiter der Protokollabteilung des Auswärtigen Amtes von 1938 bis 1945
- Christoph Eichhorn (* 1958), deutscher Diplomat
- Rudolf von Gasser (1829–1904), bayerischer Gesandter
- Robert Heinrich Ludwig von der Goltz (1817–1869), Mitglied des Preußischen Abgeordnetenhauses, Botschafter in Athen, Konstantinopel, St. Petersburg und Paris
- Ernst von Heintze-Weißenrode (1862–1951), deutscher Gesandter in Havanna, Kammerherr
- Viktor Henckel von Donnersmarck (1854–1916), preußischer Gesandter in Braunschweig, Bückeburg und Oldenburg, deutscher Gesandter in Kopenhagen und Luxemburg
- Gottlieb von Jagow (1863–1935), Gesandter in Luxemburg, Botschafter in Rom, Staatssekretär im Auswärtigen Amt
- Martin von Janson (1887–1945), Diplomat, Generalkonsul in der Freien Stadt Danzig
- Heinrich von Keyserlingk-Rautenburg (1831–1874), preußischer Gesandter in Athen, deutscher Generalkonsul in Bukarest und Gesandter in Konstantinopel
- Dietrich von Kyaw (* 1934), Ständiger Vertreter der Bundesrepublik Deutschland bei der Europäischen Union
- Heinrich von Leipzig (1866–1940), sächsischer Gesandter und Kammerherr
- Hugo von Lerchenfeld-Köfering (1843–1925), Bayerischer Gesandter, VAC-Vorstand
- Kurt von Lersner (1883–1954), Diplomat und Politiker, MdR
- Karl von Lindenau (1857–1909), Diplomat
- Götz Lingenthal (* 1953), deutscher Botschafter in Algier
- Adolf Georg von Maltzan (1877–1927), Staatssekretär im Auswärtigen Amt, Botschafter in Washington
- Georg Herbert zu Münster (1820–1902), Botschafter in London und Paris, Mitglied des Preußischen Herrenhauses, MdR
- Alphonse von Oriola (1812–1863), preußischer Gesandter
- Eberhard von Pannwitz (1887–1945), deutscher Gesandter und Generalkonsul in Tirana
- Otto von Plessen (1816–1897), dänischer Gesandter und bevollmächtigter Minister
- Ludwig von Plessen-Cronstern (1848–1929), deutscher Diplomat
- Friedrich von Prittwitz und Gaffron (1884–1955), deutscher Botschafter in Washington, Mitglied des Bayerischen Landtags
- Joseph Maria von Radowitz (1839–1912), Diplomat und kommissarischer Staatssekretär im Auswärtigen Amt
- Herbert von Richthofen (1879–1952), deutscher Gesandter in Dänemark, Belgien und Bulgarien
- Carl Alexander von Riepenhausen (1876–1944), deutscher Gesandter in Luxemburg, Mitglied des Deutschen Herrenklubs
- Hans-Alard von Rohr (1933–2016), deutscher Botschafter in Kampala
- Konrad Gisbert Wilhelm von Romberg (1866–1939), deutscher Gesandter in Bern
- Martin Rücker von Jenisch (1861–1924), deutscher Diplomat
- Ernst von Salza und Lichtenau (1860–1926), Rittergutsbesitzer, Amtshauptmann, sächsischer Gesandter
- Anton Saurma von der Jeltsch (1836–1900), preußischer Gesandter, deutscher Generalkonsul, Gesandter und Botschafter
- Richard von Schmidthals (1829–1888), Gesandter des Deutschen Reiches in Lissabon
- Hermann Prinz von Schönburg-Waldenburg (1865–1943), deutscher Generalkonsul, preußischer Gesandter, Fideikommissherr und Rittergutsbesitzer
- Carl von Schubert (1882–1947), deutscher Staatsbeamter und Diplomat, von 1924 bis 1930 Staatssekretär im Auswärtigen Amt
- Konrad von Schubert (1901–1973), deutscher Botschafter in Amman und Addis Abeba
- Werner Ludwig Botho Hubertus Graf von der Schulenburg (* 1929), Chef des Protokolls im Auswärtigen Amt, deutscher Botschafter in Griechenland, der Schweiz und Liechtenstein
- Gustav Adolf Steengracht von Moyland (1902–1969), Diplomat, Staatssekretär im Auswärtigen Amt unter Ribbentrop
- Ludwig von Wäcker-Gotter (1833–1908), Gesandter des Deutschen Reiches in Belgrad
- Botho von Wedel (1862–1943), deutscher Botschafter in Wien
- Johannes von Welczeck (1878–1972), deutscher Gesandter in Budapest, deutscher Botschafter in Madrid und Paris
- Otto Günther von Wesendonk (1885–1933), deutscher Botschafter
- Paul Graf Yorck von Wartenburg (1902–2002), letzter Fideikommissherr auf Klein-Öls, Widerstandskämpfer, erster Konsul der Bundesrepublik Deutschland in Frankreich
- Otto von Wickede (1823–1899), Chef des Großherzoglichen Haushalts, Kammerherr und Gesandter zum Bundestag des Deutschen Bundes von Mecklenburg-Schwerin

### Offiziere
- Gustav von Arnim (1856–1932), preußischer Generalleutnant
- Alexis zu Bentheim und Steinfurt (1845–1919), Mitglied des Preußischen Herrenhauses, Generalleutnant
- Alfred von Buddenbrock (1826–1887), Generalleutnant der Kavallerie
- Hans-Henning von Fölkersamb (1889–1984), Generalmajor der Luftwaffe, Landesbeauftragter des Bezirks Nordrhein der Johanniter-Unfall-Hilfe
- Rudolph von Gaffron (1821–1901/03), k.u.k. Generalmajor, Rittergutsbesitzer
- Walter von Loë (1828–1908), Generalfeldmarschall
- Paul Friedrich zu Mecklenburg (1852–1923), General der Kavallerie
- Franz von Niesewand (1832–1904), Generalmajor
- Friedrich Karl Prinz von Preußen (1828–1885), General, Inspektor der preußischen Kavallerie
- Friedrich Leopold von Preußen (1865–1931), Generaloberst
- Carl Friedrich von Pückler-Burghauss (1886–1945), Landwirt, Generalleutnant der Waffen-SS
- Heinrich IX. Reuß zu Köstritz (1827–1898), Landrat, Generalmajor à la Suite, Mitglied des Preußischen Abgeordnetenhauses und Schlesischen Provinziallandtags
- Adolf zu Schaumburg-Lippe (1859–1916), General der Kavallerie
- Ernst Günther von Schleswig-Holstein-Sonderburg-Augustenburg (1863–1921), Generalmajor, Schwager von Kaiser Wilhelm II.
- Bernhard von der Schulenburg (1844–1929), königlich-preußischer Generalmajor, Rechtsritter des Johanniterordens
- Rudolf von Thile (1826–1893), preußischer General der Infanterie
- Karl Graf von Wuthenau (1863–1946), Generalleutnant, Fideikommissherr

### Wissenschaftler
- Reimar von Alvensleben (1940–2023), Agrarwissenschaftler
- Georg Berna (1836–1865), Gutsbesitzer, Forschungsreisender
- Joachim von Braun (* 1950), Agrarökonom
- Julius Friedländer (1813–1884), Numismatiker
- Wend von Kalnein (1914–2007), Kunsthistoriker und Schriftsteller
- Hermann Karsten (1809–1877), Professor für Mathematik und Mineralogie, Rektor der Universität Rostock
- Ernst Siegfried Köpke (1813–1883), Philologe, Direktor der Ritterakademie Brandenburg
- Karl Christian von Loesch (1880–1951), Professor für Ethnologie
- Louis-François de Pourtalès (1824–1880), Professor für Meeresgeologie und -biologie an der Harvard University, Direktor des Museum of Comparative Zoology
- René von Schöfer (1883–1954), Architekt, Professor für Formenlehre, Bauformenlehre, Städtebau und Baugestaltung
- Botho von Schwerin (1866–1917), Elektrochemiker
- Rudolf von Willemoes-Suhm (1847–1875), Zoologe der Challenger-Expedition
- Heinrich von Xylander (1904–1941), Historiker

### Sonstige
- Albrecht von Alvensleben (1879–1945), Rittergutsbesitzer, Erbtruchsess
- Alphons von Mirbach (1812–1885), Hofbeamter, Ehrenritter des Johanniterordens
- Hans Bodo Graf von Alvensleben-Neugattersleben (1882–1961), Präsident des Deutschen Herrenklubs
- Felix von Amsberg (1875–1945), braunschweigischer Kammerherr
- Erik von Arnim (1873–1945), Rittergutsbesitzer, Kammerherr
- Friedrich von Bassewitz (1855–1928), Rittergutsbesitzer, Mitglied des Engeren Ausschusses der Ritter- und Landschaft Mecklenburgs
- Cuno von Bassewitz (1856–1930), Gutsbesitzer und letzter Provisor im Kloster Dobbertin
- Gerd von Bassewitz (1856–1945), Rittergutsbesitzer, Kammerherr, mecklenburg-schwerinscher Zeremonienmeister
- Felix von Behr-Bandelin (1834–1894), Rittergutsbesitzer, Kammerherr, Gründer der Deutsch-Ostafrikanischen Gesellschaft, Gründer und Leiter der Deutsch-Ostafrikanischen Plantagengesellschaft
- Richard von Below (1879–1925), Maler und Illustrator
- Philipp Christian Paul von Berckheim (1883–1945), Mitglied des Aufsichtsrates der Dillinger Hütte
- Eberhard von Bodenhausen (1868–1918), Landrat z.D., Gründungsmitglied der Genossenschaft Pan, Gründer der Tropon GmbH, Generaldirektor und Aufsichtsratsvorsitzender der Friedrich Krupp AG
- Ludwig von dem Bongart (1819–1878), Rittergutsbesitzer, Erbkämmerer des Herzogtums Jülich
- Daniel von Borries (* 1965), Mitglied des Vorstands der ERGO Versicherungsgruppe AG
- Joachim Freiherr von Braun (1905–1974), Sprecher der Landsmannschaft Ostpreußen
- Octavian von Collalto und San Salvatore (1842–1912), lombardischer Grundbesitzer, K.u.k. Kämmerer
- Burghard von Cramm (1874–1936), Rittergutsbesitzer, Kammerherr, Erbkämmerer des Herzogtums Braunschweig
- Friedrich Karl Devens (1852–1902), Amtsrichter, Schriftsteller
- Adalbert zu Dohna-Lauck (1849–1912), Geheimer Regierungsrat, Kammerherr, Burggraf
- Alexander zu Dohna-Schlobitten (1899–1997), Großgrundbesitzer, Offizier und Autor
- Emil von Durant (1839–1894), Rittergutsbesitzer, Landesältester
- Hugo von Eickstedt (1832–1897), Rittergutsbesitzer, Erbkämmerer von Pommern
- Thomas Fasbender (* 1957), Publizist
- Günther Reichsgraf Finck von Finckenstein (1852–1923), Deichhauptmann im Oderbruch
- Heinrich Finck von Finckenstein (1855–1939), Rittergutsbesitzer, Landesältester
- Alexander von Francken-Sierstorpff (1861–1907), Rittergutsbesitzer, Landesältester
- Friedrich von Francken-Sierstorpff (1843–1897), Rittergutsbesitzer, Königlicher Kämmerer
- Johannes von Francken-Sierstorpff (1858–1917), Rittergutsbesitzer, Königlicher Kammerherr
- Gottfried von Freier (1869–1910), Kammerherr, Schlosshauptmann
- Werner von Freier (1854–1921), Oberlandforstmeister der Preußischen Staatsforstverwaltung
- Eberhard von Garnier (1881–1939), Generaldirektor der Graf von Tiele-Winckler'schen Hauptverwaltung in Zellin, Präsident der Hofkammer der Familiengüter des vormals regierenden Preußischen Königshauses
- Heinrich von Grävenitz (1842–1927), Rittergutsbesitzer, Erbtruchsess
- Gernand Graf Grote (1870–1950), Königlicher Hofmarschall und Hofjägermeister
- Friedrich von Gundlach (1822–1871), mecklenburgischer Rittergutsbesitzer und Kammerherr, Legationsrat
- Rüdiger vom Hagen (1868–1947), Großgrundbesitzer, Erbschenk im Herzogtum Magdeburg
- Rudolf von Hantelmann (1874–1926), Rittergutsbesitzer, Kammerherr
- Hans Albrecht von Harrach (1873–1963), Bildhauer
- Friedrich von Hedemann-Heespen (1827–1905), schleswig-holsteinischer Gutsbesitzer
- Friedrich Hellwig (1807–1862), Ministerialbeamter im preußischen Auswärtigen Amt
- Lazarus Graf Henckel von Donnersmarck (1817–1887), Legationsrat, Rittergutsbesitzer, Landesältester, Kammerherr
- Carl Heyer (1862–1945), Forstmann
- Hans Heinrich XVI. von Hochberg (1874–1933), Gutsbesitzer und Landwirtschaftsfunktionär
- Gustav von Johnston  (1869–1933), Rittergutsbesitzer, Landesältester, Kammerherr
- Rudolf Kleffel (1815–1895), Vorsitzender des Verwaltungsrates der Magdeburger Feuerversicherungs-Gesellschaft und der Magdeburger Hagelversicherungs-Gesellschaft
- Lionel von dem Knesebeck (1849–1916), Generalstabsoffizier, Hofchef
- Gustav Kolbe (1809–1867), Direktor der Königlichen Porzellan-Manufaktur
- Bernhard von der Lancken (1813–1892), Rittergutsbesitzer, Kammerherr
- Robert von Lucius (* 1949), Journalist
- Albrecht von Maltzahn (1821–1877), Rittergutsbesitzer, Erblandmarschall von Altvorpommern
- Valentin von Massow (1864–1899) Kommandeur der Polizeitruppen in Togo
- Alfons von Mirbach (1812–1885), bayerischer Hofbeamter
- Ernst von Münchhausen (1847–1921), Rittergutsbesitzer, Kammerherr
- Kurt von Mutzenbecher (1866–1938), Kammerherr, Intendant des Hoftheaters Wiesbaden
- Georg von Oertzen (1829–1910), deutscher Generalkonsul, Kammerherr, Schriftsteller
- Eduard Karl von Oppersdorff (1844–1924), Bergwerksbesitzer, K.u.k. Kämmerer
- Sklode von Perbandt (1902–1983), Ministerialdirigent im Bundesministerium des Innern
- Erich von Prittwitz und Gaffron (1888–1969), Mitglied im Verwaltungsrat des Carnegie-Instituts in Paris und im Kuratorium der Deutschen Hochschule für Politik in Berlin, Direktor der Bäder- und Kurverwaltung Baden-Baden
- Eduard von Pückler (1853–1924), Begründer der Gemeinschaftsbewegung
- Rudolf Reichenau (1817–1879), Schriftsteller
- Hugo von Reischach (1854–1934), langjähriger Hofmarschall unter Kaiser Wilhelm II.
- Heinrich I. Prinz Reuß-Köstritz (1910–1982), Landwirt, Generalbevollmächtigter
- Ferdinand Robert-Tornow (1812–1875), Jurist, Kunstsammler
- Alfred von Rosenberg (1834–1906), Hofmeister, Kammerherr, Major z.D.
- Valerius von Rothkirch und Panthen (1832–1883), Rittergutsbesitzer, Landesältester
- Anton Johannes von Saurma-Jeltsch (1832–1891), Rittergutsbesitzer, Kammerherr
- Ulrich von Schack (1853–1923), Rittergutsbesitzer, mecklenburgischer Landrat
- Robert von Schalburg (1831–1896), Rittergutsbesitzer, Vorsitzender der Landwirtschaftlichen Berufsgenossenschaft für Mecklenburg
- Felix von Schiller (1805–1853), Landschaftsmaler
- Karl von Schlieffen (1860–1946), Rittergutsbesitzer, mecklenburg-schwerinscher Kammerherr
- Donald von Schönberg (1854–1926), Rittergutsbesitzer, Hofbeamter
- Karl von Schrader (1848–1896), Rittergutsbesitzer, Kammerherr, Zeremonienmeister
- Kurt Freiherr von Schröder (1889–1966), Bankier und SS-Brigadeführer
- Karl von Schwartz (1872–1947), Rittergutsbesitzer, Oberamtmann, Kammerherr
- Max Heinrich von Seubert (1891–1975), Industrieller
- Rudolf von Seydlitz-Kurzbach (1812–1870), Rittergutsbesitzer, Kammerherr, Landesältester
- August Reichsgraf von Spee (1813–1882), Herr auf Schloss Heltorf, Schlosshauptmann von Brühl, Ritterhauptmann der Rheinischen Ritterschaft
- Friedrich-Leopold von Stechow (* 1942), Unternehmer
- Thilo von Trotha (* 1940), Redenschreiber
- Karl von Vogelsang (1818–1890), katholischer Publizist, Politiker und Sozialreformer
- Karl von Waldow (1828–1896), Direktor und Vorstand der Thuringia Versicherungsgesellschaft
- Ernst von Wallenberg (1821–1898), Präsident der Hofkammer der königlichen Familiengüter des Königreichs Preußen
- Friedrich von Wallenberg-Pachaly (1878–1965), Bankier, schwedischer Konsul
- Fedor von Wuthenau (1859–1917), Rittergutsbesitzer, Kammerherr
- Peter Graf Yorck von Wartenburg (1904–1944), zentrale Figur des Kreisauer Kreises
- Wolf von Ziegler und Klipphausen (1854–1909), Theologe in der christlichen Jugendbewegung
- Ralf Zimmermann von Siefart (1925–2018), Vorstand der K+S Aktiengesellschaft, Trakehner-Züchter
- Konrad Zitelmann (1814–1889), Kurator des Staatsanzeigers, Gründer der Germania-Versicherung in Stettin, Schriftsteller
- Victor von Zitzewitz (1908–1943), Schauspieler
- Petru Carp (1837–1919), moldawisch-rumänischer Adeliger und Staatsmann.